# Valchování
Valchování (angl.: fulling, něm.: Walken) je zhušťování a zplsťování povrchu vlnařských tkanin, pletenin a plstí. 

## Z historie valchování
Nejstarší archeologické nálezy plstěných textilií pocházejí ze 4. až 7 tisíciletí před n. l. v Turecku. V Alpách byla známá technika plstění asi od začátku našeho letopočtu.
K původu valchování je známá jen jedna pověst, podle které přišel jako první na plstění mokrým způsobem zcela náhodou v 1. století našeho letopočtu kněz Clement, pozdější římský papež.
Vlákenný materiál pro plsti se od pradávna zhušťoval tlučením klacky nebo dupáním. Jako první stroj se k tomu účelu začala v 11. století používat kladivová valcha poháněná (v Německu a ve Francii) vodním kolem. Toto zařízení je považováno také za nejstarší textilní stroj.
Od 17. století se valchované plsti vyráběly hlavně z králičí, zaječí a bobří srsti, vlna jako hlavní surovina se začala používat teprve od 20. století.
Na začátku 21. století se celosvětově ročně zpracovávalo na valchované plsti (řádově) 60 000 tun ovčí vlny. Z pozdější doby jsou známé jen údaje o exportu těchto výrobků. Např. v roce 2017 obnášela hodnota celosvětového exportu cca 87 milionů USD, na kterých se podílely více než polovinou firmy v Německu, Číně, Japonsku a Mexiku.

## Výroba valchovaných plstí

### Výrobní technologie
Valchování se dosahuje účinkem tlaku, tlučení, hnětení, vlhkosti a tepla. Proces valchování se podporuje vhodnými chemickými podmínkami:
- mírně alkalickými (sodné a mýdlové roztoky, pH 9-10) pro výrobky z mykané vlny a směsí s vlnou
- neutrálními (cca pH 7) pro výrobky z česaných vlnařských přízí
- kyselými (s kyselinou mravenčí, octovou nebo sírovou, pH 3-4) pro plsti k technickým účelům

Šupiny na vláknech způsobují během valchování zaklínění jednotlivých vláken a zplstění.
Valchování je často spojeno s předcházejícím plstěním, před uložením materiálu do valchy se textile zpravidla pere (výjimka: valchování „ve špíně“ tj. zpracování bez předchozího praní).
Valchování se liší od plstění zejména tím, že se provádí vždy za mokra a textilie se valchováním sráží až o 40 %. Dosažitelná hustota se udává s 0,60 g/cm3.

### Ruční valchování

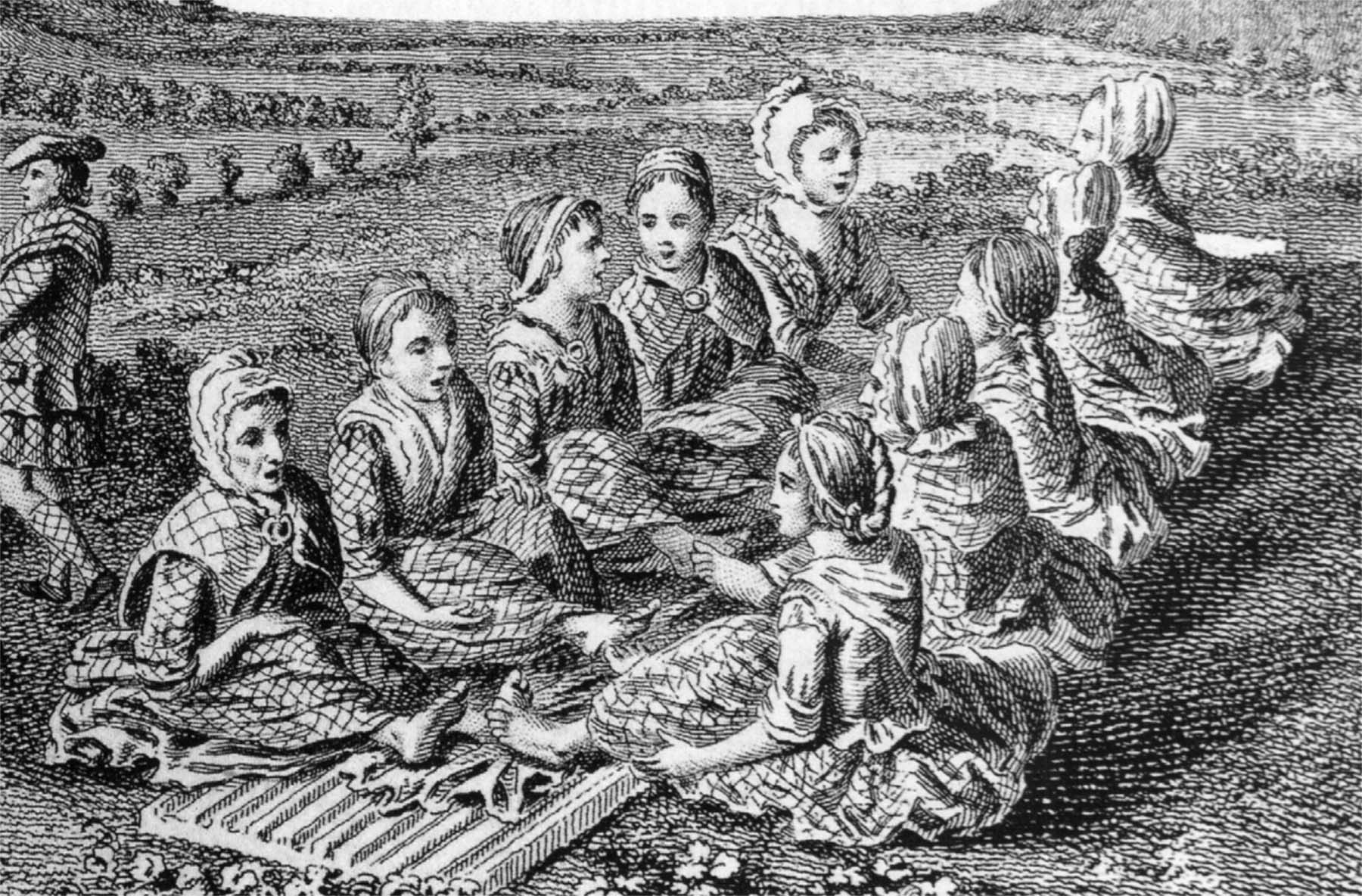
Rytina z 18. století: Práce s ručními valchami

Původně se rouno z vlněných vláken sešlapávalo nohama na zvlněném prknu (viz rytina vpravo nahoře) nebo ve vaně, do které se přidávala dobytčí moč na rozpouštění nežádoucího tuku. Později (asi až do poloviny 19. století) se jako nádrž používal vydlabaný kmen stromu a k tlučení materiálu mechanické palice (stupy nebo pěchy).
V 21. století je ruční valchování známé jen jako hobby. Na internetových stránkách se k tomu občas najdou návody.
K amatérské úpravě textilií valchováním se dají použít ruční valchy (prkna) nebo domácí pračky.

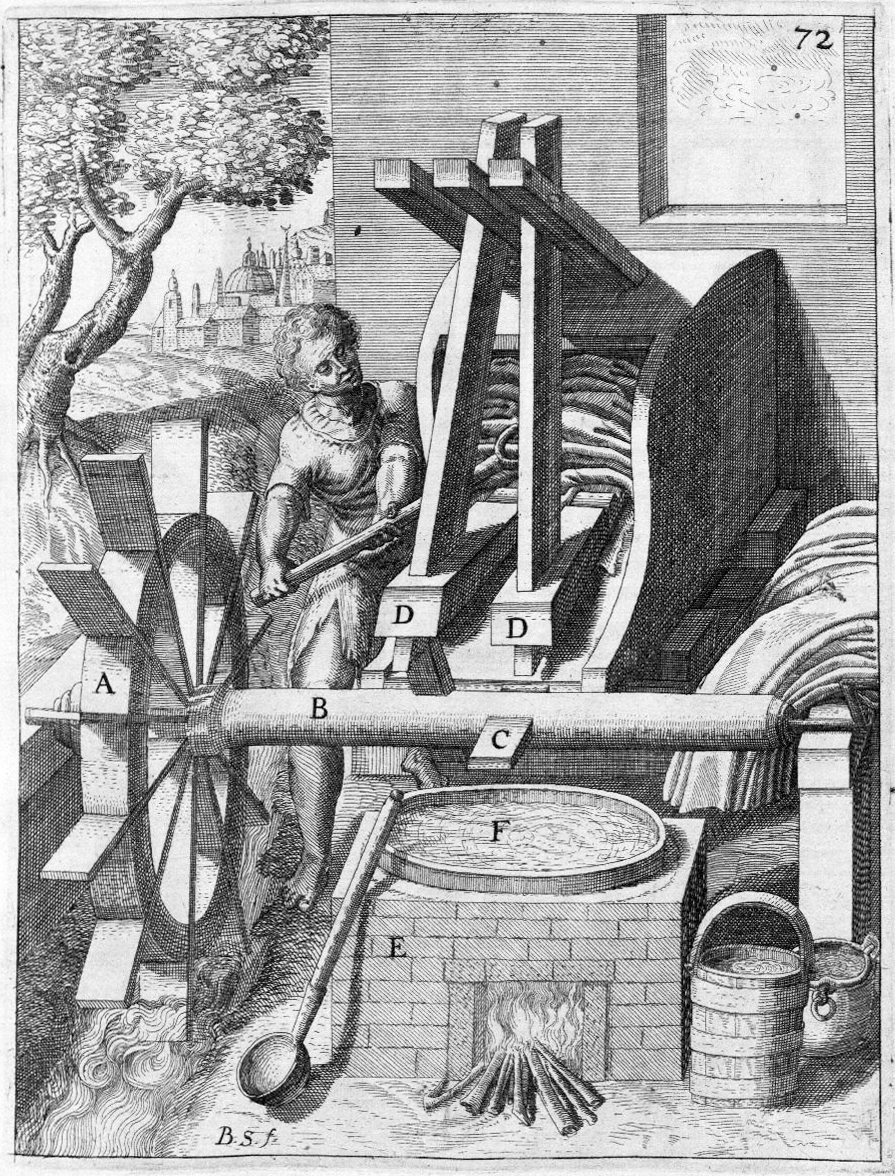
Kladivová valcha ze 17. století

### Strojní valchování
Valchování je jedna z operací diskontinuálního procesu plstění. Standardní výrobní linka pro plstění tkanin a pletenin obvykle sestává z:
- plstění (na plotýnkovém nebo válcovém stroji) - valchování (na válcové valše) – praní - barvení – sušení – postřihování – lisování – svinování
- plstění roun (a rohoží): lisování rouna (tvarování) – plstění – valchování – lisování – broušení [11]

#### Konstrukce valchovacích strojů
Ve 21. století se k valchování používají kladivové nebo válcové stroje. Práce moderních strojů je řízena zčásti automaticky, kvalita a stejnoměrnost valchování je však ve značné míře závislá na zkušenostech a pečlivosti obsluhy.
Kladivová valcha je zařízení považované za jeden z prvních textilních strojů. Nejstarší písemný doklad o jejím použití pochází z roku 962 z kláštera San Bartolomeo di Carpineto v Itálii.
Funkce: Těžké bloky dopadající na textilii skládanou ve speciálně tvarované vaně vyvíjejí tlak potřebný k plstění. Materiál se zpracovává v plné šíři, valchují se především technické, velmi husté plsti v kyselém prostředí. S kladivovým strojem se dají (oproti jiným valchám) valchovat i materiály s obsahem až 70 % umělých vláken.
Válcová valcha je krytá vana, kolem jejíž vnitřní stěny obíhá nekonečný provazec nebo hadice (délka asi 50 m) ze zpracovávané textilie. Pohyb zvlněného pásu textilie je řízen párem valchovacích válců. Zboží prochází lázní s chemikálií, zhušťuje se v tzv. tlačném kanálu a je vhazováno na odrazovou mříž rychlostí až 1000 m/min., odkud se popsaná procedura opakuje po dobu cca 60 minut. První patenty na válcovou valchu pocházejí z poloviny 19. století. Na stejném principu jsou konstruovány valchy i na začátku 21. století jako nejpoužívanější zařízení pro tento druh úpravy textilií, pro valchování pletenin jako jediná technologická varianta. Stroj funguje také často jako pračka.

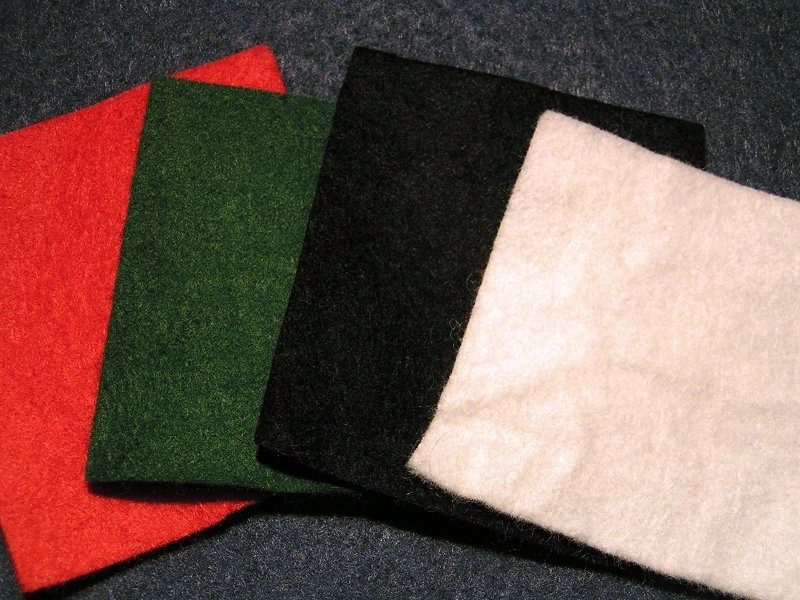
Valchovaná plst

Víceválcová valcha sestává až ze 20 párů válců, jednotlivé páry jsou řazeny horizontálně za sebou. Dolní válce jsou zahřívány, horní válce (rulety) vibrují nad textilií probíhající v plné šíři jako nekonečný pás. Obvodová rychlost válců se ve směru průchodu materiálu postupně snižuje (např. vstupní rychlost 200 m/min a výstupní 135 m/min.), takže dochází ke zhušťování textilie. 
Poutnická valcha sestává z asi 10 párů válců, mezi kterými prochází textilie uložená v několika vrstvách nad sebou jako nekonečný pás v šíři do 240 cm. Válce se otáčejí během jednoho cyklu krátkým pohybem kupředu a vrací se o určitou část zpět („dva kroky dopředu a jeden zpátky“). Válce jsou zahřívány, procházející materiál se shora postřikuje chemikálií. Valchování padesátimetrového pásu trvá 20-30 minut. Stroje se dají s výhodou použít k vylepšení hůře předplstěných materiálů. Stroje tohoto druhu se začaly vyrábět v 50. letech 20. století. 

### Valchování příze
- Velmi hrubé vlněné příze na koberce se dají valchovat technologií zvanou Periloc. Přást od mykacího stroje prochází vanou se speciální zplsťovací tekutinou a silikonovou hadicí. Hadice je v rychlém sledu stlačována rotorem a tak vzniká zplstěná příze.[11]

- Ručně předená vlna se dá upravovat namáčením v horké a studené vodě . Příze se zvlní a zchlupatí, používá se pak na ruční pletení i tkaní. Této technice se říká také valchování.[15]

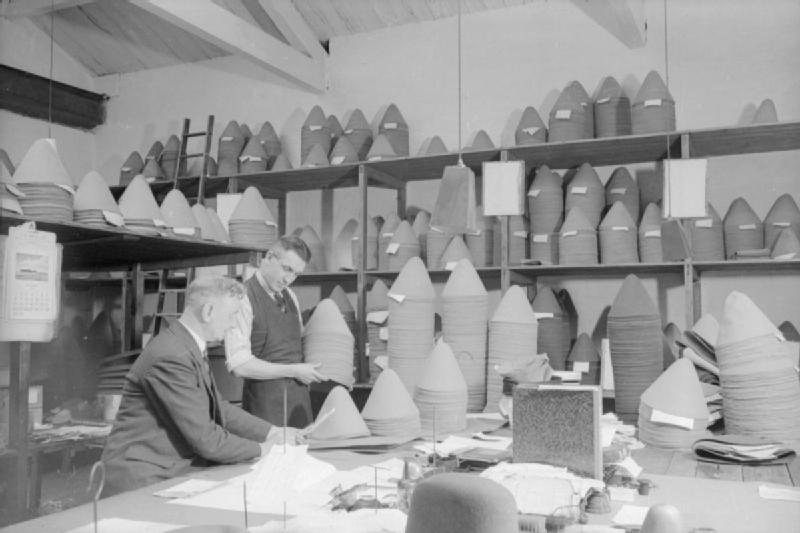
Valchované kloboukové štumpy (V. Británie 1940)

### Valchování kloboukových štump
Štumpy zhotovené na speciálních strojích z vlákenného rouna se dvakrát valchují. Štumpy se tak zmenší asi na 1/8.

## Vlastnosti a použití valchovaných výrobků
Valchované plsti musí obsahovat nejméně 30 % vlny (nebo živočišných textilních vláken). Směsové plsti se vyrábějí nejčastěji s příměsí polyesterových nebo polyamidových vláken.
Vlastnosti valchovaných plstí jsou v závislosti na mnoha faktorech velmi rozdílné. Např. podle indické normy se u srstí hodnotí:
| Omak        | Hustota (g/cm3) | Pevnost standard. plsti (kPa) | Pevnost speciál. plsti (kPa) | Zadržování oleje (% vl. váhy) |
| velmi tvrdý | 0,60            | 4 100                         | 5 500                        | 80                            |
| měkký       | 0,18            | 900                           | 1 200                        | 160                           |

Použití:
- Oděvní tkaniny: sukno, loden, melton, froté[18]
- Pleteniny: sportovní a ležérní dámské oděvy,[19] rukavice a punčochy[20]
- Netkané textilie (zplstěná rouna): izolace, podložky, dekorační materiál aj.[21]